# Панков, Вадим Анатольевич
Вадим Анатольевич Панков (1 июня 1964, Ухта) — советский и российский волейбольный тренер, заслуженный тренер России.

## Биография
В детстве Вадим Панков увлекался хоккеем с шайбой, но по настоянию родителей, посчитавших этот вид спорта слишком травмоопасным, стал заниматься настольным теннисом. В теннисе он дошёл до первого разряда, а затем педагог по физкультуре посоветовал ему попробовать волейбол в спортшколе московского «Динамо». «Конечно, я не был приспособлен к этому виду спорта, и тренер Богданова гнала меня чуть не силой по причине отсутствия данных, но я уже имел спортивный характер, приходил снова и каждый раз говорил, что всё равно буду у вас играть», — вспоминал Панков о начале своей волейбольной биографии. В дальнейшем он занимался в спортшколе ЦСКА, по окончании которой поступил в ГЦОЛИФК.
Первой пробой сил Вадима Панкова как тренера стала стажировка в женской сборной СССР у Владимира Паткина в период подготовки к чемпионату Европы 1985 года. В 1990 году получил приглашение от Николая Карполя войти в тренерский штаб «Уралочки», в это же время в состав свердловской команды после рождения дочери вернулась жена Вадима Панкова Марина. В 1993—1995 годах, когда Марина Панкова выступала за испанскую «Мурсию», Вадим Анатольевич работал главным тренером этой команды, дважды приводил её к победам в чемпионатах Испании, а в сезоне-1994/95 — также к финалу Кубка европейских чемпионов в Бари, в котором она уступила всё той же «Уралочке».
С 1997 года работал тренером-преподавателем московской СДЮСШОР № 65 и ассистировал Леониду Юрьевичу Березину в созданной на её базе команде Суперлиги МГФСО. В 2003 году входил в штаб молодёжной сборной России, главным тренером которой был Павел Матиенко. После чемпионата мира в Таиланде, где российская команда заняла 8-е место, Матиенко и Панков решили продолжить совместную работу в подмосковном клубе «Заречье-Одинцово».
За короткий срок прежде не хватавшее звёзд с неба «Заречье» благодаря грамотной работе тренерского штаба и вниманию со стороны руководителей Московской области вошло в число ведущих коллективов Суперлиги и в 2006 году впервые попало в призёры российского чемпионата. В сезоне-2006/07 Панков заменял тяжело болевшего Матиенко, выиграл с командой Кубок России и серебро Кубка Европейской конфедерации волейбола, а летом 2007 года после скоропостижной смерти Павла Михайловича стал главным тренером «Заречья-Одинцово». Под его руководством команда дважды побеждала в чемпионатах России, дошла до финала Лиги чемпионов 2008 года, завоевала Кубок вызова в 2014 году.
В сентябре 2008 года, после отставки с поста главного тренера женской сборной России Джованни Капрары, Вадим Панков руководил национальной командой на отборочном турнире Гран-при-2009 в Омске. В январе 2009 года предложил свою кандидатуру на замещение вакантной должности главного тренера женской сборной России, но на состоявшемся спустя месяц заседании президиума Всероссийской федерации волейбола (ВФВ) специалисты большинством голосов поддержали Владимира Кузюткина.
Отлично зарекомендовавший себя по работе с молодыми игроками в «Заречье-Одинцово», Вадим Панков с 1 июня 2014 года был назначен главным тренером ВФВ по подготовке резерва в женском волейболе. В январе 2015 года Панкову доверено руководство второй женской сборной России. По ходу сезона его подопечные заняли 4-е место на «Монтрё Волей Мастерс», 5-е место на Европейских играх в Баку и стали чемпионками Универсиады в Кванджу.
В июле 2017 года Вадим Панков привёл молодёжную сборную России к серебряным медалям чемпионата мира в Мексике, а спустя месяц со студенческой командой выиграл Универсиаду в Тайбэе.
18 января 2018 года назначен главным тренером женской сборной России, сменив у руля национальной команды Константина Ушакова. Под его руководством сборная России заняла 8-е место на чемпионате мира-2018, 8-е и 14-е места в розыгрышах Лиги наций, завоевала путёвку на Олимпийские игры в Токио. 10 сентября 2019 года, вскоре после завершения чемпионата Европы, на котором российская команда стала 7-й, Вадим Панков подал в отставку.
В начале 2024 года возглавил команду высшей лиги «А» «Северянка» (Череповец).

## Достижения
В качестве главного тренера
- Чемпион Испании (1993/94, 1994/95).
- Чемпион России (2007/08, 2009/10), серебряный призёр чемпионата России (2008/09).
- Обладатель Кубка России (2006, 2007), серебряный (2009) и бронзовый (2008, 2010) призёр Кубка России.
- Обладатель Кубка вызова (2013/14).
- Серебряный призёр Кубка и Лиги чемпионов (1994/95, 2007/08).
- Финалист Кубка Европейской конфедерации волейбола (2006/07).
- Со сборными России: победитель Универсиад (2015, 2017), серебряный призёр молодёжного чемпионата мира (2017).

## Награды и звания
- Медаль ордена «За заслуги перед Отечеством» II степени (20 августа 1999 года) — за заслуги в развитии физической культуры и спорта, большой вклад в укрепление дружбы и сотрудничества между народами[14].
- Заслуженный тренер России (11 мая 2011 года)[15].
- Заслуженный работник физической культуры Российской Федерации (9 августа 2019 года) — за большой вклад в развитие физической культуры и спорта, многолетнюю добросовестную работу[16].
- Заслуженный работник физической культуры, спорта и туризма Московской области (2008)[17].

## Семья
Вадим Анатольевич был женат на Марине Панковой (Никулиной) — чемпионке Олимпийских игр 1988 года в Сеуле, чемпионке мира 1990 года, двукратной чемпионке Европы в составе сборной СССР по волейболу. Их дети также являются известными волейболистами: Екатерина Панкова — двукратная чемпионка Европы, а Павел Панков — серебряный призёр Олимпийских игр в Токио-2020.